# Nicolas-Guy-Antoine Brenet
Pour les articles homonymes, voir Brenet.
Nicolas-Guy-Antoine Brenet, né à Paris en 1770 ou 1773 et mort dans la même ville le 12 mai 1846, est un  médailleur français.

## Biographie
Fils et élève de Nicolas Guy Brenet, Nicolas-Guy-Antoine Brenet reçut encore les leçons de dessin de Girod[Qui ?] et apprit la gravure en médaille sous la direction de Nicolas-Marie Gatteaux.
Il est l'auteur de l'estampe, dessinée et gravée à l'eau forte et au burin, intitulée Allégorie du pacte fédératif de la nation armée pour la liberté et la constitution à Paris le 14 juillet 1790, qui fut gravée en médaille par Gatteaux.
En septembre 1806, son épouse, Marie-Jeanne-Elisabeth Forty, meurt, le couple a eu au moins cinq enfants dont deux survécurent : Augustine (1795-1877), qui épousa le graveur Auguste II Blanchard, et Louis (1798-?), graveur en médaille, second prix de Rome en 1823.
On lui doit, outre certaines pièces de monnaie courantes en argent dont le portrait impérial en buste de Napoléon, une grande quantité de médailles commémoratives des faits historiques arrivés sous l'Empire, la Restauration et la Monarchie de Juillet.

## Galerie

Œuvres de Nicolas-Guy-Antoine Brenet
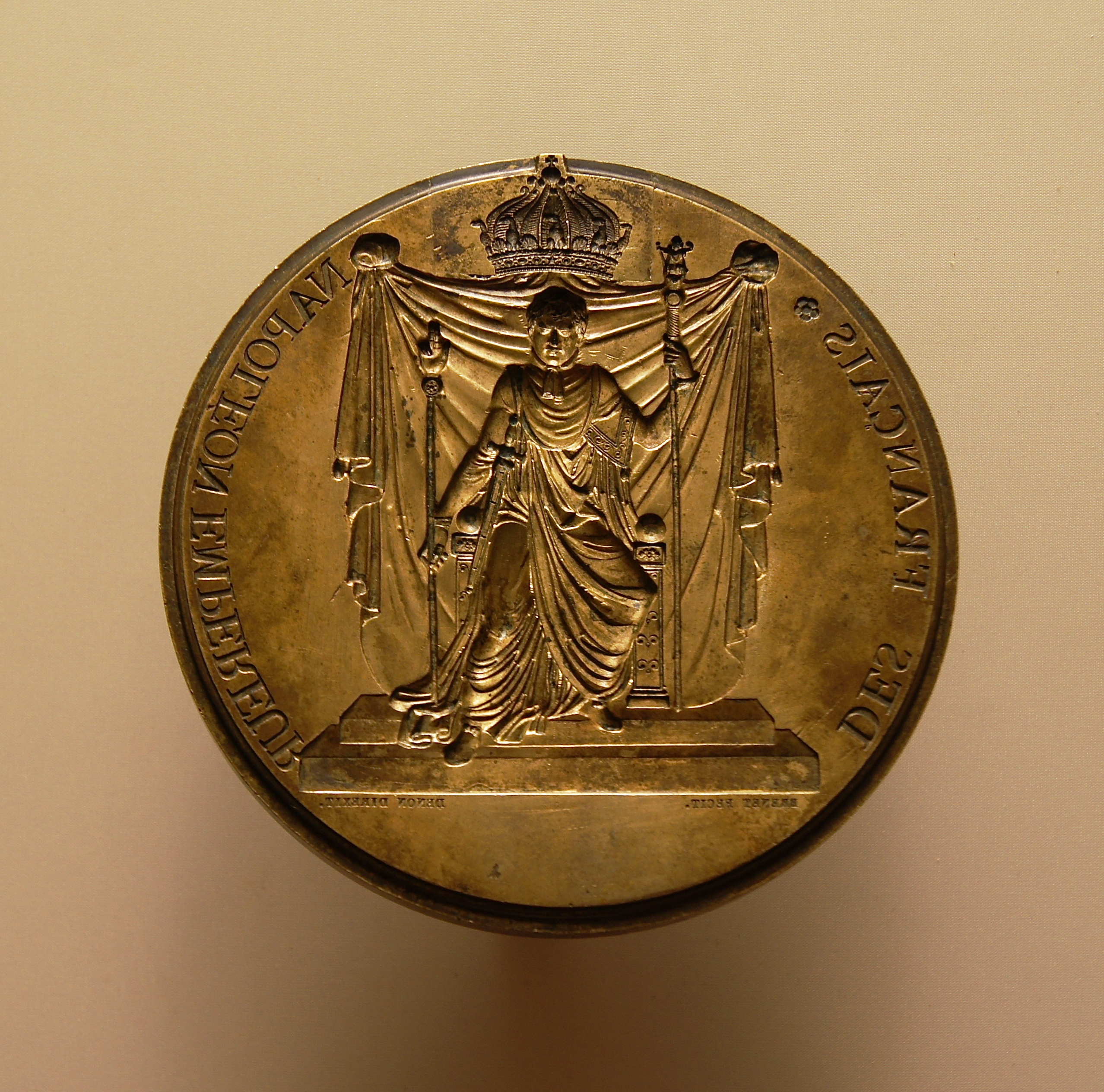
Grand Sceau de l'Empereur, avers de la matrice, Paris, musée de la Légion d'honneur.
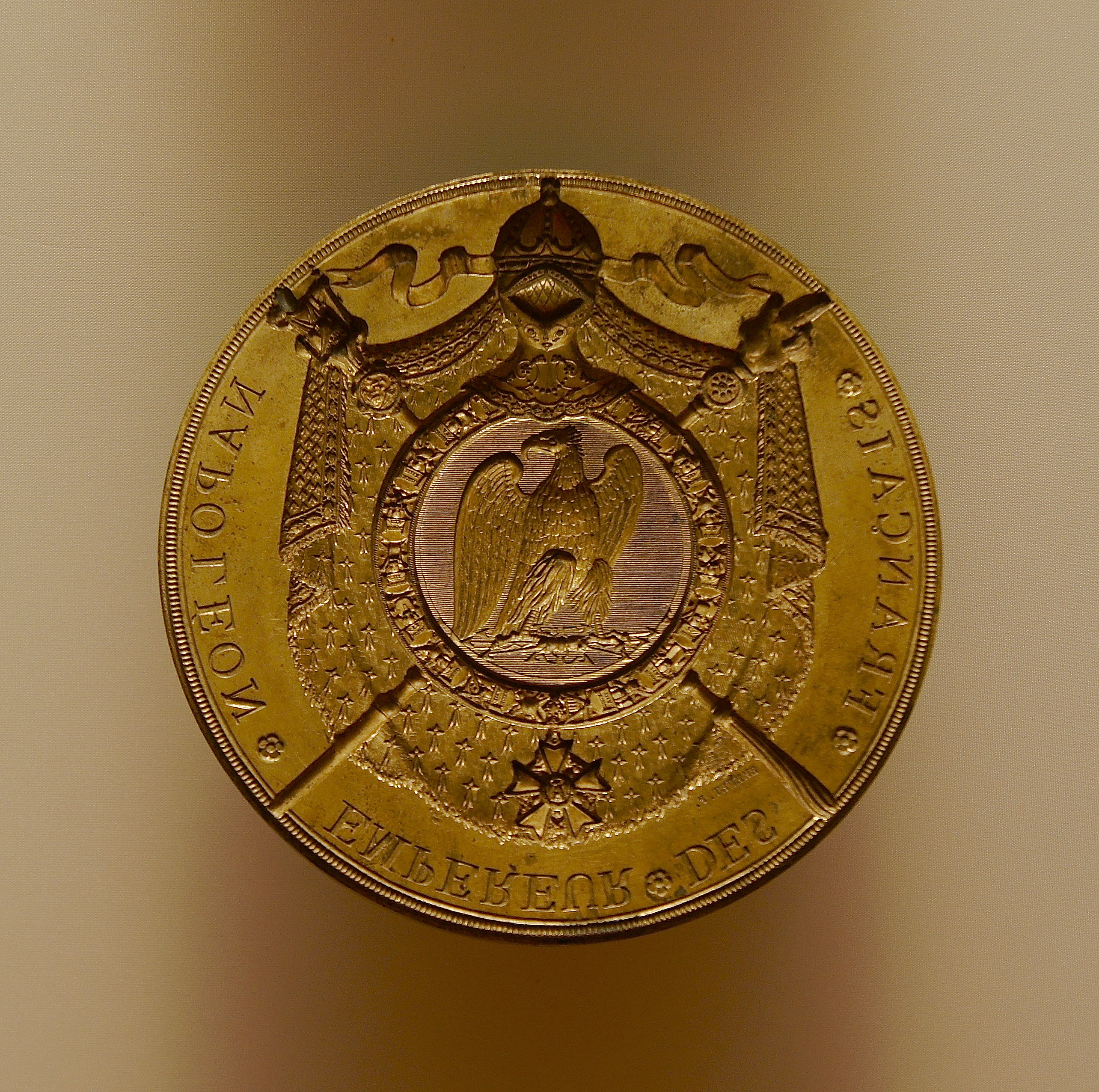
Grand Sceau de l'Empereur, revers de la matrice, Paris, musée de la Légion d'honneur.
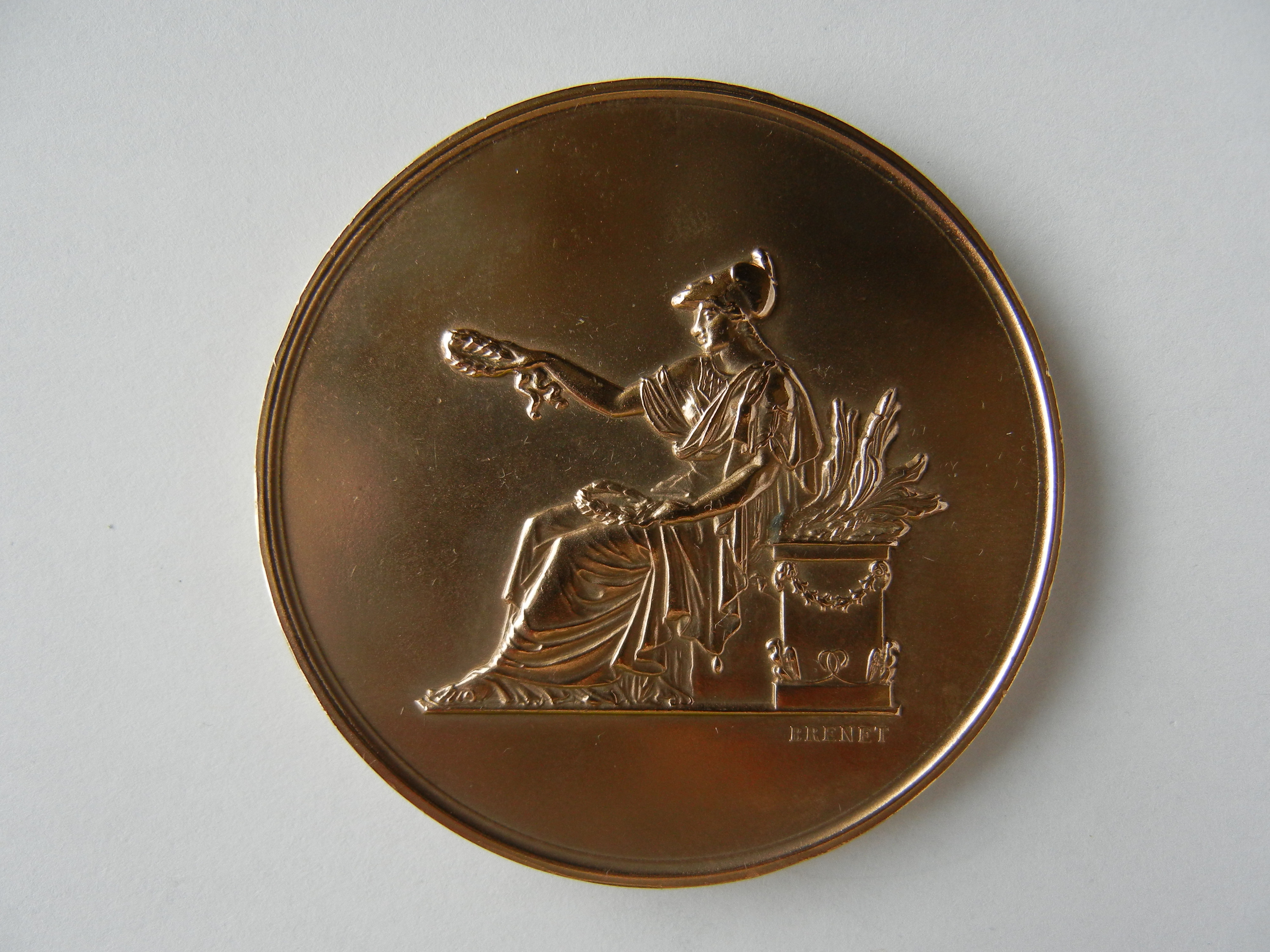
Ligue française de l'enseignement, médaille, avers.
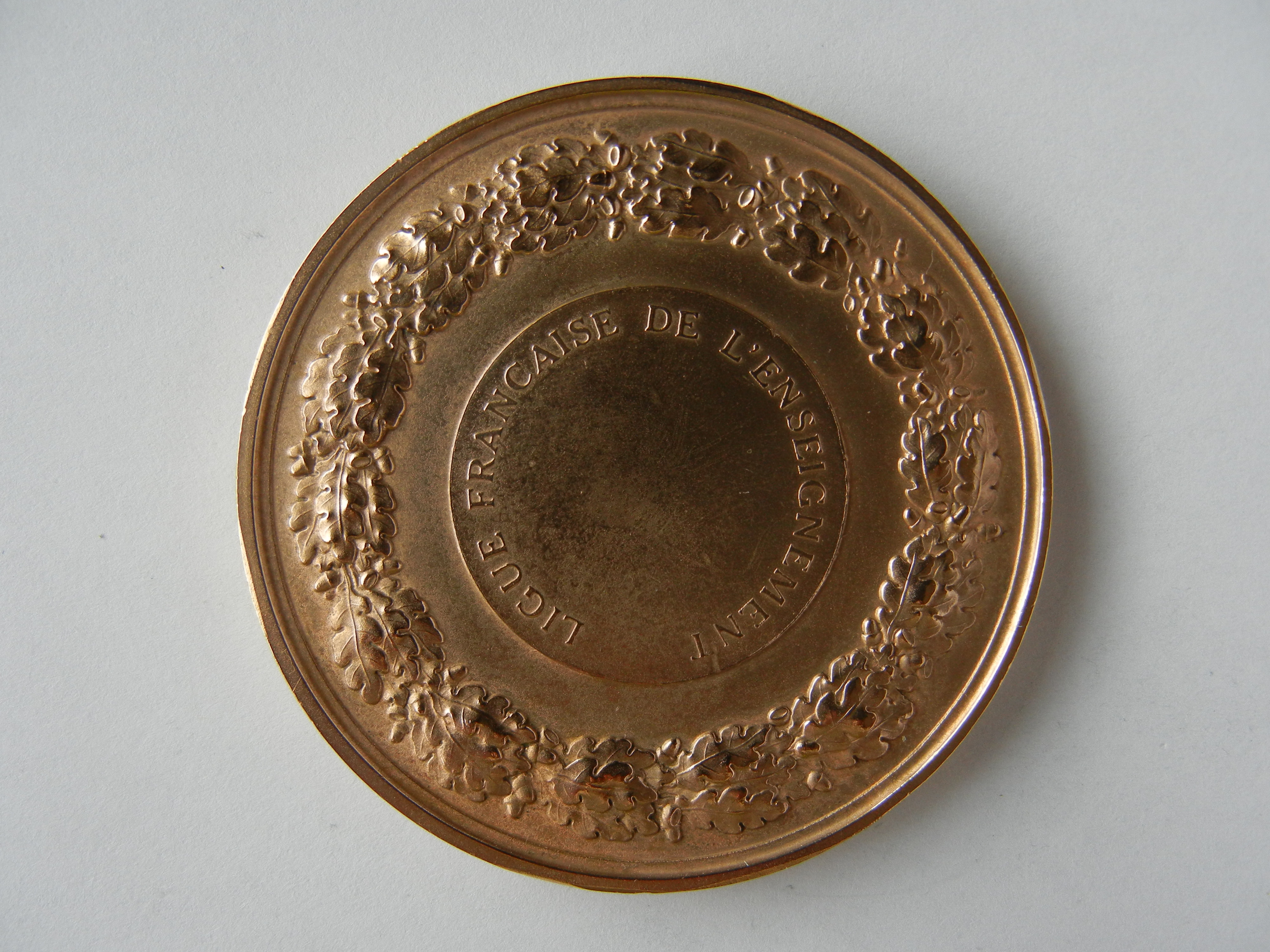
Ligue française de l'enseignement, médaille, revers.